# Sup'Biotech
Institut Sup'Biotech de Paris (Sup'Biotech) är en fransk Grande École som utexaminerar bioteknikingenjörer. Den är belägen i Parisförorten Villejuif och Lyon. ISBP är medlem av IONIS Education Group.

## Utbyte
Flera svenska tekniska högskolor har utbyte med Sup'Biotech. 